# Атлантик (округ, Нью-Джерсі)
39°28′ пн. ш. 74°38′ зх. д. / 39.47° пн. ш. 74.64° зх. д.
Округ  Атлантик (англ. Atlantic County) — округ (графство) у штаті  Нью-Джерсі, США. Ідентифікатор округу 34001.

## Історія
Округ утворений 1837 року.

## Демографія
За даними перепису 
2000 року 
загальне населення округу становило 252552 осіб, зокрема міського населення було 216507, а сільського — 36045.
Серед мешканців округу чоловіків було 122074, а жінок — 130478. В окрузі було 95024 домогосподарства, 63151 родин, які мешкали в 114090 будинках.
Середній розмір родини становив 3,16.
Віковий розподіл населення поданий у таблиці:
| Стать    | До 15 років | 15-21 | 22-29 | 30-39 | 40-49 | 50-65 | 65-85 | Понад 85 |
| -------- | ----------- | ----- | ----- | ----- | ----- | ----- | ----- | -------- |
| Чоловіки | 27455       | 11263 | 11624 | 19544 | 19844 | 18310 | 12886 | 1148     |
| Жінки    | 26507       | 10756 | 12208 | 20289 | 20250 | 20065 | 17433 | 2970     |

## Суміжні округи
- Берлінгтон – північ
- Оушен – північний схід
- Кейп-Мей – південь
- Камберленд – південний захід
- Глостер – північний захід
- Кемден – північний захід

## Виноски
1. ↑  Forstall, Richard L. Population of states and counties of the United States: 1790 to 1990 from the Twenty-one Decennial Censuses [Архівовано 2 січня 2016 у Wayback Machine.], pp. 108-109. Бюро перепису населення США, March 1996. ISBN 9780934213486. Accessed October 7, 2013.
2. ↑  New Jersey: 2010 - Population and Housing Unit Counts; 2010 Census of Population and Housing [Архівовано 23 липня 2013 у Wayback Machine.], p. 6, CPH-2-32. Бюро перепису населення США, August 2012. Accessed August 29, 2016.
3. ↑  DP-1 - Profile of General Demographic Characteristics: 2000; Census 2000 Summary File 1 (SF 1) 100-Percent Data for Atlantic County, New Jersey[недоступне посилання], Бюро перепису населення США. Accessed January 21, 2013.(англ.) Наведено за англійською вікіпедією.
4. ↑  DP1 - Profile of General Population and Housing Characteristics: 2010 Demographic Profile Data for Atlantic County, New Jersey[недоступне посилання], Бюро перепису населення США. Accessed September 30, 2013.(англ.) Наведено за англійською вікіпедією.
5. ↑  U.S. Census Bureau Delivers New Jersey's 2010 Census Population Totals [Архівовано 8 лютого 2011 у Wayback Machine.], Бюро перепису населення США, February 3, 2011. Accessed February 5, 2011.
6. ↑  American FactFinder. Бюро перепису населення США. Архів оригіналу за 26 лютого 2012. Процитовано 31 січня 2008. [Архівовано 2008-05-21 у Wayback Machine.]

| США | Це незавершена стаття з географії США. Ви можете допомогти проєкту, виправивши або дописавши її. |